# Oka Masao
Oka Masao (japanisch 岡 正雄; * 1898 in Matsumoto, Präfektur Nagano; † 1982) war ein japanischer Ethnologe. Er gilt als einer der Mitbegründer der Kulturanthropologie in Japan und begründete außerdem die Japanologie an der Universität Wien.

## Leben
Oka Masao studierte von 1920 bis 1924 an der Universität Tokyo Soziologie. Von 1925 bis 1926 betrieb er Forschungen zur japanischen Volkskunde zusammen mit Yanagita Kunio, der ihn bei sich als Schüler aufnahm. Als Praktikant wohnte Oka zu dieser Zeit bei seinem Meister im Haus. Er betreute die von Yanagita herausgegebene Zeitschrift Minzoku (民族). Gleichzeitig fand sich Oka mit Gleichaltrigen zusammen in einer AG, die sie APE-Kai nannten (Archeology, Prehistory, Ethnology).

### Schüler von Yanagita und Origuchi
Yanagita hatte, nach Beendigung seiner Tätigkeit beim Völkerbund in Genf, den sogenannten Donnerstagssalon (Mokuyō kai) gegründet. Dort trafen sich Forscher und konnten sich über die neuesten Forschungsergebnisse austauschen, es gab Vorträge. Origuchi Shinobu, ein Religionswissenschaftler, hielt dort einen Vortrag über das Phänomen der marebito (稀人, „Besuchergottheiten“).  Oka war beeindruckt von Origuchis Vortrag und verfasste davon beeinflusst selbst seinen Artikel: Ijin to sono ta (異人とその他, Fremde und anderes, 1928). Er beschränkte sich allerdings nicht nur auf Japan, sondern bezog auch das Besucherbrauchtum Melanesiens in seine Überlegungen ein. Als Okas Artikel erschien, hatte Origuchi selbst seine Arbeit noch nicht publiziert, da Yanagita davon nicht überzeugt war. Oka hatte deswegen Gewissensbisse und brachte, moralisch unterstützt von Shibusawa Keizō, auch Origuchis Arbeit ohne Wissen Yanagitas in Minzoku heraus. Yanagita war darüber so empört, dass er Oka und Origuchi aus seiner Studiengruppe warf, woraufhin sich diese auflöste.

### Studium und Professur in Wien
Nach dem Zerwürfnis mit Yanagita fasste Oka Anfang 1929 den Entschluss, in Wien zu studieren. Die Idee geht auf das Werk Völker und Kulturen (1925) der Wiener Ethnologen Pater Wilhelm Schmidt und Wilhelm Koppers (beides Steyler Missionare der SVD) zurück, das Oka 1928 zufällig entdeckte und als erste ihm bekannte systematische Einführung in das Gebiet der Völkerkunde zu schätzen lernte. Sein Auslandsstudium wurde von Shibusawa, dem damaligen Mäzen der japanischen Volks- und Völkerkunde, finanziert. In Wien hatte sich gerade der Lehrstuhl für Völkerkunde von dem der physischen Anthropologie getrennt. Institutsvorstand war Wilhelm Koppers. In Wien studierte Oka die historische Methoden von Schmidts sogenannter Kulturkreislehre. 
Zu Okas engsten Wiener Kollegen zählte auch Alexander Slawik, der später sein Assistent werden sollte. Slawik hatte nach dem Studium der Ostasienwissenschaften bereits seine Dissertation eingereicht, konnte aber nicht promovieren, da die Fächer Sinologie und Japanologie als Studiengang an der Universität nicht existierten. Schließlich traf er Oka, der ihn von der Ethnologie überzeugte. Slawik sagte über Oka: Er „verführte mich zur Völkerkunde; ein Glücksfall“. Der Einfluss Okas auf Slawiks Japanstudien ist unübersehbar, aber umgekehrt hat sich auch Slawiks Interesse an der japanischen Frühgeschichte auf Okas Theorienbildung ausgewirkt. Slawik übersetzte immer etwas für Oka.
Nach Abschluss seiner Dissertation (1933) engagierte sich Oka Masao ab 1934, zunächst mit Hilfe von Schmidt und Koppers, für die Errichtung eines Lehrstuhls für Japankunde an der Universität in Wien. Das Projekt wurde durch den Industriellen Mitsui Takaharu (三井高陽) 1938 finanziell unterstützt und von den Wiener Völkerkundeprofessoren gefördert, letztere mussten allerdings nach dem Anschluss von 1938 ins Exil. Das Institut sollte zunächst der Wiener Völkerkunde angegliedert werden, wurde aber unter dem neuen Regime dem Orientalischen Institut unter der Leitung des NS-Parteigängers Viktor Christian zugeschlagen. Oka übernahm als Gastprofessor die Leitung des nach wie vor von Mitsui finanzierten Japan-Instituts, das offiziell am 1. April 1939 seinen Lehrbetrieb aufnahm. Slawik wurde Okas Assistent. Nach Oka übernahm Murata Toyofumi 1942 den Wiener Lehrstuhl, der mit Kriegsende 1945 aufgelöst wurde. Später wurde das Institut als Abteilung der Wiener Völkerkunde (zunächst neuerlich unter Koppers) unter der Leitung Slawiks wieder eröffnet, doch erst 1965 wurde es zu einem unabhängigen Lehrstuhl für Japanwissenschaften.

### Kriegs- und Nachkriegszeit in Japan
Oka selbst kehrte bereits Ende 1940 nach Japan zurück und richtete dort 1943 das Minzoku Kenkyūsho (民族研究所, „Ethnisches Institut“) ein, welches von der japanischen Armee finanziert wurde. Dieses wurde nach dem Krieg aufgelöst, seine Mitglieder gruppierten sich jedoch in der Nachkriegszeit neu. Bei einem dreitägigen Symposium 1958, an dem neben Oka auch der Ethnologe Ishida Eiichirō, der Archäologe Egami Namio und der Prähistoriker Yahata Ichirō (1902–1987) beteiligt waren, entwickelten sie entgegengesetzt zu Yanagitas Theorie der Verbreitung in Kreisen eine Theorie der Verbreitung von Kultur in Schichten bzw. Komplexen, die auf Okas Wiener Dissertation fußte. Sie unterteilten die Herkunft der Japaner und die Besiedelung Japans in 5 Schichten. Das war revolutionär und schockierte einige Forscher, darunter auch Yanagita. Zu Okas Kollegen zählte später auch Umesao Tadao, der einen eher ökologisch-ethnologischen Ansatz vertrat.

### Spätwerk
1953 machte Oka Expeditionen in das Dorf Ihama an der Südspitze der Izu-Halbinsel (organisiert von der Tokyo Metropolitan University), wo er über zu Dorforganisationen nach dem Altersklassensystem forschte. Über die Meiji-Universität beteiligte er sich 1960 auch an Eskimostudien. 1964 gründete er schließlich sein eigenes Institut an der Fremdsprachen-Universität Tokyo.
Während Okas Wiener Dissertation von 1.500 Seiten — die 1933–35 auf Deutsch geschrieben wurde, aber unvollendet blieb (in dieser Form hg. 2012 von Josef Kreiner) — einen großen Einfluss auf Slawik und seine Schüler ausübte, publizierte Oka in der Nachkriegszeit nur noch wenig und tat sich eher als Wissenschaftsorganisator hervor. Sein internationales Renommee zeigt sich u. a. in seiner Ernennung zum ersten asiatischen Präsidenten der International Union of Anthropological and Ethnological Sciences, IUAES (1964–68).

## Werke
- 1933 Kulturschichten in Alt-Japan. 3 Bände. Dissertation, Universität Wien (Text in Deutsch).[6] Neuauflage, hrsg. von Josef Kreiner: 2 Bände. Bier’sche Verlagsanstalt, Bonn 2012, ISBN 978-3-936366-40-2, ISBN 978-3-936366-41-9.
- 1958 Nihon minzoku no kigen (日本民族の起源, dt. etwa: Ursprung des japanischen Volkes), Gespräche mit Ishida Eiichirō, Egami Namio, Yawata Ichirō
- 1979 Ijin sono ta – nihon minzoku = bunka no genryū to nihon kokka no keissei (異人その他 日本民族 = 文化の源流と日本国家の形成, dt. etwa: Fremde und anderes – japanisches Volk = Ursprung der Kultur und Bildung des japanischen Staates)